# Charles Louis de Secondat
Pour les articles homonymes, voir Montesquieu (homonymie).
Charles Louis de Secondat, baron de Montesquieu, petit-fils et dernier descendant direct de l'écrivain Montesquieu, né à Bordeaux le 22 novembre 1749 et mort le 27 juillet 1824 à Bridge Hall, près de Canterbury en Grande-Bretagne, est un militaire français.

## Biographie
Il a été l'élève de François-de-Paule Latapie.

### Aux côtés des Insurgents
Entré de bonne heure au service du comte de Rochambeau, il fut attaché à son état-major lorsque celui-ci commanda les troupes auxiliaires envoyées au secours des Américains dans la guerre d'indépendance des États-Unis. Le baron de Montesquieu se distingua en plusieurs circonstances lors de cette guerre, et fut au nombre des Français qui, après le triomphe de la cause américaine, reçurent la décoration de l'ordre de Cincinnatus.
Revenu en France, il fut fait colonel en second du régiment de Bourbonnais, et ensuite colonel-commandant de celui de Cambrésis.

### Contre-révolutionnaire
Il était un des officiers les plus distingués de l'armée française lorsque la Révolution française de 1789 éclata. Il s'en montra dès le commencement un des adversaires les plus prononcés. Les soldats de son régiment s'étant mis, comme tous les autres, en état de rébellion contre leurs chefs, il prit le parti de se soustraire à leurs attaques en émigrant dans les premiers mois de 1792, et fit les premières campagnes d'une guerre qui devait être si longue et si meurtrière, sous les ordres du duc de la Chastre, puis sous ceux du duc de Laval-Montmorency. Dans l'expédition de Quiberon, il faisait partie de l'état-major de lord Moira, et il échappa au plus grand désastre qu'ait essuyé la cause royaliste.
Revenu en Angleterre et, ayant été distingué par une des familles les plus honorables de ce pays, il en épousa l'unique héritière. Ceci le mit à la tête d'une fortune considérable, le faisant renoncer définitivement à retourner en France. Il y serait cependant rentré facilement sous le Directoire, à l'époque où l'on rayait sans beaucoup de peine ceux qui pouvaient offrir quelques sacrifices d'argent ou se faire appuyer par des hommes puissants. Une considération bien grave semblait même lui en faire un devoir : ses parents et cohéritiers, dans la terre de la Brède ne pouvaient rentrer dans leurs droits sans la radiation et le retour préalable du baron, dont la portion se trouvait saisie par la République. Ils l'en prièrent vainement à plusieurs reprises ; la France de ce temps-là lui répugnait au point qu'il ne voulait pas y revenir, fût-ce au prix de sa fortune. Tout ce qu'il put faire pour ne pas en priver sa famille fut d'offrir à la République, pour ce qui lui en revenait dans la succession de son aïeul, tous les manuscrits inédits de l'illustre auteur de l'Esprit des lois, et il envoya ces manuscrits en France.
Le petit-fils de l'illustre Montesquieu n'en demeura pas moins maintenu sur la liste. La terre de la Brède resta sous le séquestre, et les manuscrits dans les mains de sa famille, qui les confia plus tard à un avocat de Bordeaux (Laine), qui en demeura dépositaire pendant plusieurs années, faisant d'inutiles efforts pour que le gouvernement acceptât enfin l'échange proposé. Il entreprit plusieurs voyages à Paris, et consulta des savants et des hommes éclairés qui pussent appuyer sa demande, entre autres Walckenaer. N'ayant rien pu obtenir, Laine remporta ses manuscrits à Bordeaux, d'où bientôt ils retournèrent en Angleterre.

### Rebuffade sous la Restauration
Ce ne fut qu'à l'époque de la Restauration que le baron de Montesquieu, son ancien avocat devenu ministre, crut devoir oublier ses rancunes contre la révolution, et les rapporta lui-même à Paris, où il ne doutait pas que Louis XVIII ne s'empressât d'honorer la Chambre des Pairs du nom de Montesquieu, et bien décidé en ce cas à lui faire hommage de ses précieux manuscrits. Mais le baron fut encore trompé dans son attente, et il éprouva, en 1817, la mortification de voir publier en sa présence la grande liste ou fournée de pairs destinée à orner dans cette chambre, aux opinions libérales, la majorité que l'ordonnance du 5 septembre venait de leur faire obtenir à la chambre des députés. On conçoit que le nom du baron de Montesquieu ne devait pas figurer sur une pareille liste. Il se hâta de retourner en Angleterre et y remporta ses manuscrits, refusant de très belles propositions que lui fit Walckenaer pour les joindre à une nouvelle édition des œuvres de Montesquieu, qui, dans les mains du savant académicien et avec de pareilles additions, ne pouvait manquer d'avoir un grand succès, bien qu'il s'y trouvât beaucoup de choses inutiles, mais qui eussent été sagement élaguées. Walckenaer regardait comme la partie la plus précieuse de ces œuvres inédites une Dissertation sur Louis XI.
Pour une raison inconnue, il brûle l'essentiel des notes de voyage en Angleterre de son grand-père .
Retourné dans sa terre de Bridge Hall, il passa des jours très heureux dans sa nouvelle patrie, et il y mourut, sans laisser de postérité. Le comte de Lynch, pair de France, qui était l'ami de sa famille, a publié une Notice sur le baron de Montesquieu, Paris in-4°, où se trouvent, relativement aux manuscrits cités, quelques détails inexacts.